# دومینیک گرین (بازیکن فوتبال)
دومینیک گرین (انگلیسی: Dominic Green؛ زادهٔ ۵ ژوئیهٔ ۱۹۸۹) بازیکن فوتبال اهل بریتانیا است.
از باشگاه‌هایی که در آن بازی کرده‌است می‌توان به باشگاه فوتبال پیتربورو یونایتد، باشگاه فوتبال دارتفورد، باشگاه فوتبال سنت نئوتز تاون، باشگاه فوتبال تاروک، باشگاه فوتبال تونبریج آنجلز، باشگاه فوتبال وایت‌هاوک، باشگاه فوتبال چسترفیلد، باشگاه فوتبال ابسفلیت یونایتد، باشگاه فوتبال داگنم و ردبریج و باشگاه فوتبال وستهام یونایتد اشاره کرد.